# Bartosz Arłukowicz

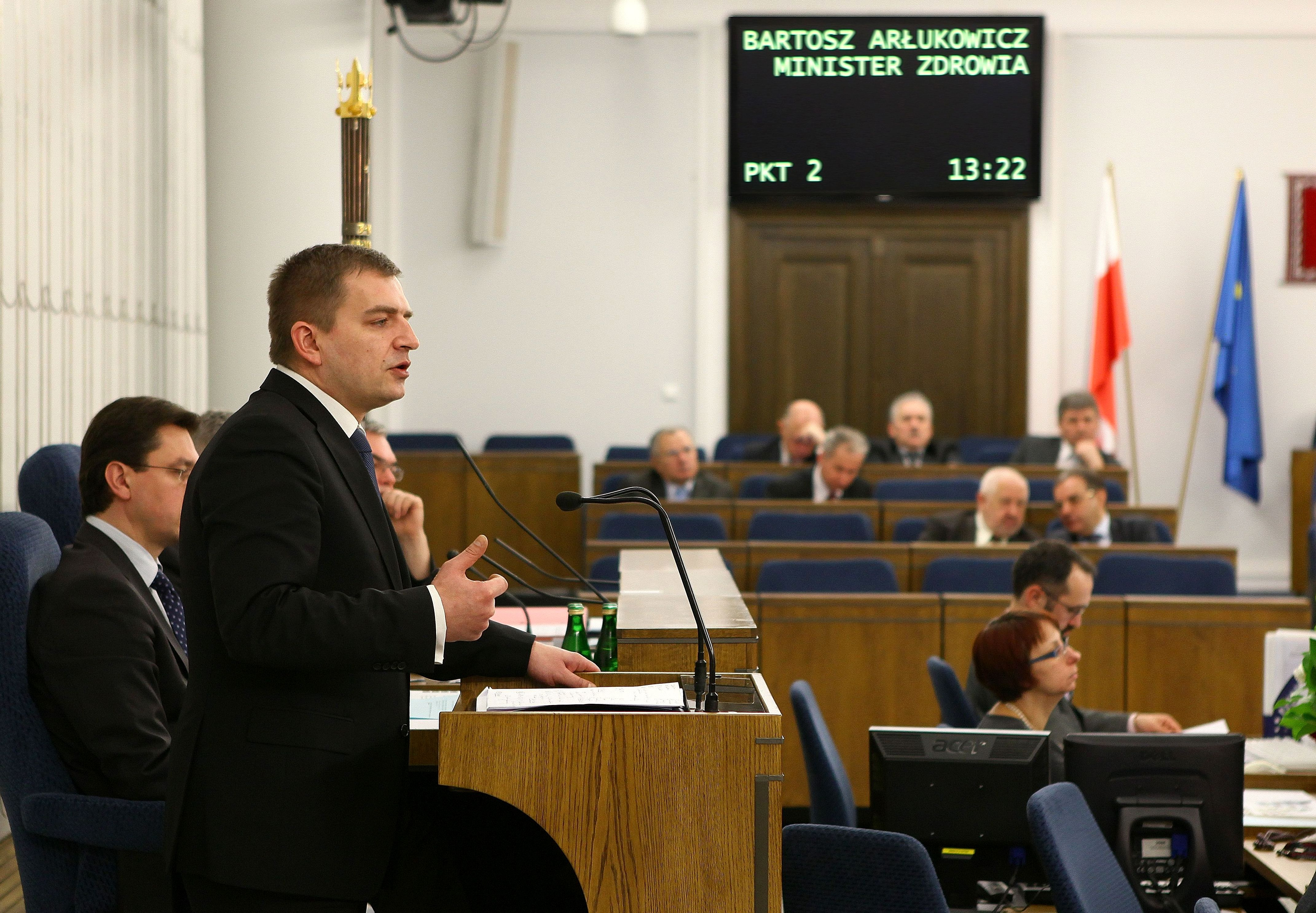
Bartosz Arłukowicz przemawiający podczas 4. posiedzenia Senatu RP VIII kadencji

Bartosz Adam Arłukowicz (ur. 30 grudnia 1971 w Resku) – polski polityk i lekarz pediatra, poseł na Sejm VI, VII, VIII i X kadencji (2007–2019, 2023–2024), sekretarz stanu w Kancelarii Prezesa Rady Ministrów (2011), minister zdrowia w rządach Donalda Tuska i Ewy Kopacz (2011–2015), poseł do Parlamentu Europejskiego IX i X kadencji (2019–2023, od 2024), wiceprzewodniczący Platformy Obywatelskiej (2020–2021, od 2021).

## Życiorys

### Wykształcenie i działalność zawodowa
Ukończył Liceum Ogólnokształcące w Darłowie, a następnie studia na Wydziale Lekarskim Pomorskiej Akademii Medycznej w Szczecinie, na której pracował jako nauczyciel akademicki. Uzyskał specjalizację z pediatrii. Zdał egzamin państwowy na członków rad nadzorczych spółek Skarbu Państwa.
W latach 1996–1997 odbył staż w szczecińskim Samodzielnym Publicznym Szpitalu Klinicznym nr 2, pracował jako lekarz w Wojewódzkiej Stacji Pogotowia Ratunkowego. Od czasu ukończenia studiów zatrudniony w Klinice Hematoonkologii i Onkologii Dziecięcej Pomorskiej Akademii Medycznej. Od 1999 prowadził także prywatną praktykę lekarską, którą zawiesił w maju 2011.

### Działalność polityczna
W 2002 uzyskał mandat radnego Szczecina, startując z listy koalicji Sojusz Lewicy Demokratycznej – Unia Pracy jako bezpartyjny kandydat rekomendowany przez SLD. Przewodniczył Komisji Zdrowia i Pomocy Społecznej. W 2004 przystąpił do Socjaldemokracji Polskiej, z której kandydował bezskutecznie do Sejmu w wyborach parlamentarnych w 2005. Pełnił funkcję przewodniczącego SDPL w województwie zachodniopomorskim. Podczas wyborów samorządowych w 2006 był szefem sztabu wyborczego Jacka Piechoty, kandydata LiD na stanowisko prezydenta Szczecina. Został wówczas ponownie wybrany na radnego miejskiego.
W wyborach parlamentarnych z 21 października 2007 kandydował z 3. miejsca listy LiD w okręgu szczecińskim. Uzyskał mandat poselski z drugim wynikiem, zdobywając 21 543 głosów. W kwietniu 2008 wstąpił do Koła Poselskiego SDPL-Nowa Lewica. W grudniu tego samego roku odszedł z partii i z koła wraz z dwoma innymi posłami, motywując to polityką SDPL ukierunkowaną, ich zdaniem, przeciwko SLD. W marcu 2009 został członkiem klubu poselskiego Lewica (we wrześniu 2010 przekształconego w KP SLD). W czerwcu 2009 złożył deklarację wstąpienia do Unii Pracy, jednak w przeciwieństwie do przewodniczącego UP twierdził, że ostatecznie nie został członkiem tej partii.
6 listopada 2009 został wiceprzewodniczącym sejmowej komisji ds. zbadania procesu legislacyjnego ustawy o grach i zakładach wzajemnych, której prace trwały do sierpnia 2010. 10 maja 2011 został powołany przez premiera Donalda Tuska na stanowiska sekretarza stanu w Kancelarii Prezesa Rady Ministrów i pełnomocnika premiera ds. przeciwdziałania wykluczeniu społecznemu. Następnie przeszedł do klubu parlamentarnego Platformy Obywatelskiej.
W 2011 kandydował w wyborach parlamentarnych z 1. miejsca na liście komitetu wyborczego Platformy Obywatelskiej w okręgu wyborczym nr 41 i uzyskał mandat poselski. Oddano na niego 101 746 głosów (najwięcej w okręgu).
17 listopada 2011 premier Donald Tusk poinformował o zaproponowaniu mu objęcia funkcji ministra zdrowia. Następnego dnia Bartosz Arłukowicz został zaprzysiężony na ten urząd. Wiosną 2013 wstąpił do PO. 22 września 2014 po raz drugi objął stanowisko ministra zdrowia, wchodząc w skład rządu Ewy Kopacz. Był jedną z osób, których prywatne rozmowy zostały nagrane i następnie ujawnione w ramach tzw. afery podsłuchowej. W jej trakcie 10 czerwca 2015 podał się do dymisji. Został odwołany przez prezydenta RP pięć dni później.
W wyborach w tym samym roku z powodzeniem ubiegał się o poselską reelekcję (dostał 20 678 głosów). W Sejmie VIII kadencji zasiadał w Komisji Zdrowia oraz w Komisji Łączności z Polakami za Granicą (2015–2016). W wyborach europejskich w 2019 Bartosz Arłukowicz z listy Koalicji Europejskiej uzyskał mandat deputowanego do Europarlamentu IX kadencji, otrzymując 239 893 głosy.
Pod koniec grudnia 2019 ogłosił swoją kandydaturę na stanowisko przewodniczącego Platformy Obywatelskiej, jednak ostatecznie zrezygnował z kandydowania i poparł Borysa Budkę. W lutym 2020 rada krajowa Platformy Obywatelskiej wybrała go na wiceprzewodniczącego partii; pełnił tę funkcję do lipca 2021. Powrócił na to stanowisko w grudniu 2021.
W wyborach parlamentarnych w 2023 kandydował z 1. miejsca na liście Koalicji Obywatelskiej w okręgu koszalińskim. Uzyskał mandat poselski z wynikiem 67 325 głosów, odchodząc w konsekwencji z Europarlamentu. W Sejmie X kadencji objął funkcję przewodniczącego Komisji Zdrowia, zasiadł też w Komisji do Spraw Unii Europejskiej. W wyborach w 2024 po raz drugi został wybrany do PE, zdobywając 264 097 głosów.

## Wyniki w wyborach ogólnopolskich
| Wybory | Komitet wyborczy                | Komitet wyborczy        | Organ                            | Okręg            | Wynik            |
| ------ | ------------------------------- | ----------------------- | -------------------------------- | ---------------- | ---------------- |
| 2005   |                                 | Socjaldemokracja Polska | Sejm V kadencji                  | nr 41            | 7225 (2,35%)     |
| 2007   |                                 | Lewica i Demokraci      | Sejm VI kadencji                 | nr 41            | 21 543 (4,91%)   |
| 2011   |                                 | Platforma Obywatelska   | Sejm VII kadencji                | nr 41            | 101 746 (26,70%) |
| 2015   | Sejm VIII kadencji              | Platforma Obywatelska   | 20 678 (5,43%)                   | nr 41            |                  |
| 2019   |                                 | Koalicja Europejska     | Parlament Europejski IX kadencji | nr 13            | 239 893 (27,29%) |
| 2023   |                                 | Koalicja Obywatelska    | Sejm X kadencji                  | nr 40            | 67 325 (20,90%)  |
| 2024   | Parlament Europejski X kadencji | Koalicja Obywatelska    | nr 13                            | 264 097 (34,78%) |                  |

## Życie prywatne
Syn Zygmunta i Danuty. Żonaty z Edytą, ma syna i córkę.
W 2001 zwyciężył w drugiej edycji programu telewizyjnego Agent. W 2006 otrzymał Order Uśmiechu.